# ストレートニュース
ストレートニュースとは、ニュースやスポーツニュース、天気予報など用意されている原稿を読み上げること。またそのようなニュース番組の形態。
放送局のアナウンサーやフリーアナウンサー、ニュースキャスターが担当し、記者のリポート（海外取材などの場合は、ニュース原稿が読まれる替わりに報告として用いられることもある）やキャスターの私的なコメントなどはない。現在、このような形式は定時ニュースなどでみられる。